# Barbara (polilla)
Barbara es un género de polillas tortrícidas perteneciente a la tribu Eucosmini, de la subfamilia Olethreutinae, orden Lepidoptera. Fue descrito por Heinrich en 1923.

## Especies
- Barbara colfaxiana (Kearfott, 1907)
- Barbara fulgens Kuznetzov, 1969
- Barbara herrichiana Obraztsov, 1960
- Barbara mappana Freeman, 1941